# 池田大作サリン襲撃未遂事件

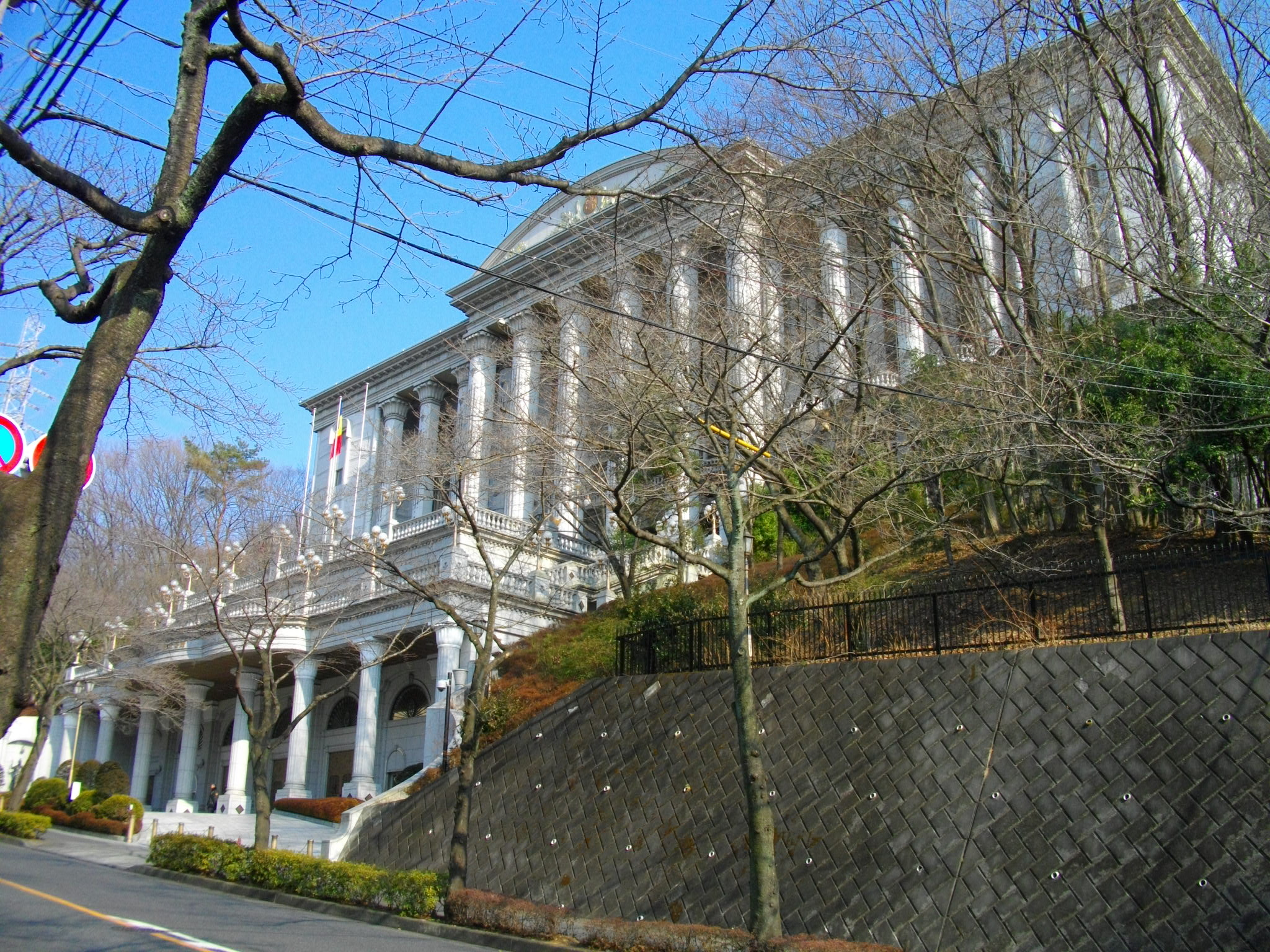
事件現場となった東京牧口記念会館前

池田大作サリン襲撃未遂事件（いけだだいさくサリンしゅうげきみすいじけん）は、1993年（平成5年）11月と12月18日、創価学会名誉会長・池田大作が当時の宗教法人・オウム真理教の幹部に襲撃された暗殺未遂事件。

## 事件の実行者
1995年（平成7年）3月の地下鉄サリン事件発生後に、オウム真理教に対する警察の強制捜査によりオウムの幹部らが逮捕されて発覚した。刑事事件として立件はされなかったが、1994年（平成6年）6月の松本サリン事件に至る前日譚として言及され、オウム真理教の教祖である麻原彰晃が首謀し村井秀夫、遠藤誠一、新実智光、中川智正、滝澤和義らオウムの幹部により実行されたことが、一連のオウム真理教事件に関する刑事裁判で明らかとなった。

## 事件の概要
オウム真理教の教祖である麻原は、同じ新宗教である創価学会を敵視していた。やがて「サンデー毎日から始まったオウムバッシングは、聖教新聞を印刷している毎日新聞社グループと創価学会が結託して行っている」などと主張し始め、『池田大作は日本を侵略するフリーメーソンの手先であり「仏法」を曲げているまむしの一族』、『多くの人をだまして来世悪趣に転生させてしまうのでこれを防がなければならない』、『オウム真理教の信者数を創価学会並みに増やしたいが、それに至らないのは池田大作（名誉会長）が政治家の小沢一郎を使って国家権力を動かし妨害しているからだと考えて』、『ポア（殺害）しなければならない』と敵対心を露わにしていった。
1993年8月にはオウム真理教幹部の土谷正実が猛毒のサリン合成に成功しており、麻原はサリンの最初のターゲットとして池田大作（名誉会長）の襲撃を計画し、「サリンをまいてみろ」と指示。村井らが行動に移した。当初はラジコンヘリによる航空散布が検討されたが、ラジコンヘリが操縦ミスで大破したため、車両（自動車）による攻撃に変更した。

## 事件の経緯

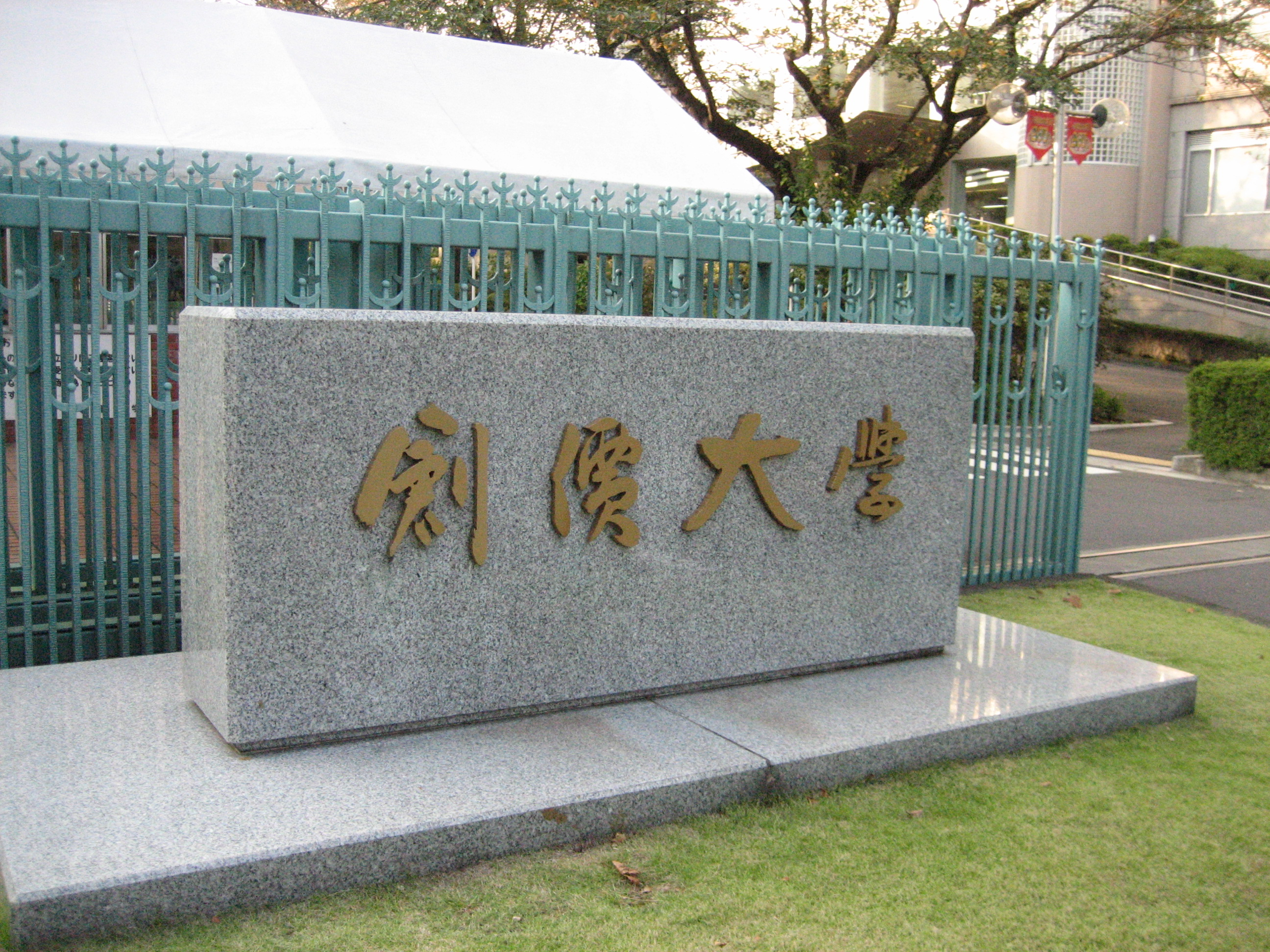
1993年12月18日、東京都八王子市の創価大学では演奏会が開かれる予定になっており、池田大作（創価学会名誉会長）が出席する情報が事前に漏れ、約3kgのサリン攻撃を受ける。

1回目は1993年11月に、村井、新実、中川、滝澤らオウム真理教の幹部4名が、山梨県上九一色村の第七サティアン内クシティガルバ棟で生成した猛毒のサリン約600gの入った農薬噴霧器「霧どんどん」を乗用車に載せて、東京都八王子市にある創価学会の東京牧口記念会館での創価学会行事に出席していた池田に向かってサリンで攻撃を行った。しかし、サリンが霧にならず路上に落ちる、車内にも入る、散布用の噴霧器「霧どんどん」も故障するなどして失敗。実行役らはガスマスクを着けておらず、若干サリン中毒の症状が出た。
2回目は1993年12月18日（土曜日）で、東京都八王子市の創価大学で開かれる演奏会に池田が出席するという情報があり、オウム真理教もこの情報を入手していた。当日未明、創価学会の東京牧口記念会館にサリン噴霧トラックが向かったが、搭載していたガスバーナー式加熱気化噴霧器より火災が発生し、これを創価学会側の会館警備を担当していた牙城会メンバーが怪しみワゴン車で追跡してきたため、直ちに逃走。Uターンしながらなんとか3kgのサリン溶液を噴霧した。
その際、サリン噴霧トラックを運転していた新実は、トラックを後退させるため防毒マスクを外したせいでサリンを大量に吸引し、重体に陥った。新実に対し遠藤や村井が人工呼吸を行い、直ちにオウム真理教附属医院に搬送され、林郁夫（医師）らの治療の結果一命を取り留めた。遠藤は新実が死にかけたことに関して「このように宗教的なステージ（地位）の高い人でも、やはりサリンの猛毒には勝てず、このような無念な死に方をするのだと悲しく思ったことは、今でも決して忘れることができない」と語っている。だが新実は周りが大騒ぎしているのに反してサリンを吸っていい気持ちだったと証言している。
治療の際、林が中川に原因を尋ねると、中川は「サリーちゃんでポアしようとした」と答えた。林は、「サリーちゃん」が「サリン」を指すこと、そしてオウムがサリンを保有していたことをこの時に初めて知った。
二度に渡り猛毒のサリン散布が実行されたが、池田の暗殺には失敗し被害は無かった。しかし、創価学会の会館警備を担当していた牙城会員数名が、一時的な視力減退や倦怠感などサリン中毒特有の症状を訴えた が、大きな後遺症は確認されなかったため、創価学会側は警察への通報や被害届の提出を見送った。約1年半後の1995年のオウム真理教事件（地下鉄サリン事件）の刑事裁判で本事件の全容が明らかとなった。

## 創価学会側の対応
数名の牙城会員が被害を負ってはいたが、創価学会側はこの事件を表沙汰にすることはなく、犯行の事実は1995年に林の逮捕後の警察の取調べの自供で明らかにされるまで、公にされることはなかった。
しかし、池田の行動予定の漏洩、流出という事態を重く見た創価学会は事件以降、池田の行動予定の情報管理を厳しくするとともに、学会員による金城会、牙城会、創価班などに、各地域にある創価学会の会館警備を強化させている。

## その他
- 2回目の失敗後、麻原はさらに大量のサリンで一般市民を巻き添えにしてでも池田を暗殺（殺害）することを決意し、更なるサリン製造を指示しサリン30kgが完成、防毒マスクの改造や散布器の設計変更（ガスバーナー式→バッテリー式）などを行ったが[4]、1994年1月に実行する計画に間に合わなかったため中止された。この時製造されたサリンは1994年5月の滝本太郎弁護士サリン襲撃事件や1994年6月の松本サリン事件に転用されることとなる[9]。うち、滝本太郎弁護士サリン襲撃事件は1回目の攻撃でサリンが車内に侵入したことを参考に行われた[10]。

- この事件の前の1993年夏にも、創価学会施設に炭疽菌を撒いているが失敗している。1993年12月には創価学会の施設が多く存在する東京都新宿区信濃町をボツリヌス噴霧車で再度襲撃しようとしたが、この際も創価学会の警備担当者に怪しまれたためオウム真理教の実行部隊の早川紀代秀が噴霧を中止させた。これに麻原が不満を持ったためか早川は以後テロの現場指揮の担当から外されることとなった（なお、オウムはボツリヌス菌の培養にも失敗しているので、仮に実行しても被害が起きたかは疑わしい）[17]。

- 早川は創価学会施設の平面図も入手していたが、それによると創価学会施設内にはプライベートルームのようなところがあり、そこに浴場があった。早川は麻原にオウムもこういうのを作ってはどうかと勧めたが、麻原彰晃は興味を示さなかったという[18]。

- 「陰謀論」の主張はオウムの常套手段であり1995年の公証人役場事務長逮捕監禁致死事件や1995年3月の地下鉄サリン事件発覚の際には、創価学会がオウムを潰そうとしているという「陰謀論」の主張をオウム真理教が行った[19]。

- 1994年6月の松本サリン事件の前頃、かつて長らく創価学会と関係があった日蓮正宗の総本山大石寺も、サリン攻撃の候補地にあがっていた[20]。

- 1995年1月には幸福の科学総裁の大川隆法をVXで襲撃する計画があがっていた[21][22]。
- 事件当時オウム真理教の幹部でロシアに赴任していたひかりの輪代表の上祐史浩は2023年11月に池田が死去した際にX（旧・Twitter）において、「オウム真理教時代において、大変ご迷惑をおかけいたしました」と元オウムの一員として改めて池田に対して謝罪するコメントを投稿した[23][24]。